# Mitselwier
Mitselwier (niederländisch Metslawier) ist ein Dorf in der Gemeinde Noardeast-Fryslân in der niederländischen Provinz Friesland. Es liegt 6 km nordöstlich von Dokkum und hat 860 Einwohner (Stand: 1. Januar 2024). Die Inseln Ameland und Schiermonnikoog können von Mitselwier leicht erreicht werden. 
Wie viele andere friesische Dörfer wurde auch Mitselwier auf einer Warft gebaut. Mitselwier war bis zur 1984 vollzogenen Gebietsreform Gemeindesitz von Oostdongeradeel und fortan Teil der Gemeinde Dongeradeel, bis diese 2019 nach Noardeast-Fryslân fusionierte.

## Persönlichkeiten
- Balthasar Bekker (1634–1698), Theologe und Philosoph
- Jitse van der Wal (* 1999), Dartspieler